# Juramento olímpico

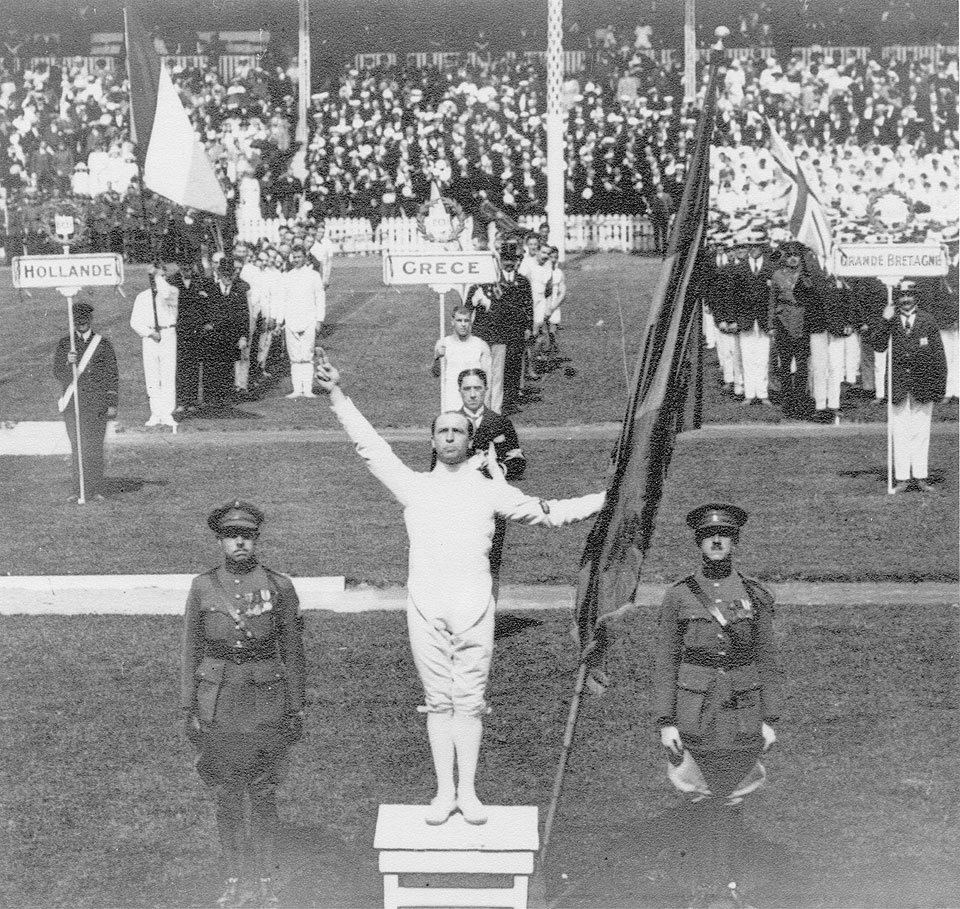
Juegos Olímpicos 1920

El juramento olímpico es presentado por un atleta durante la ceremonia de apertura de los Juegos Olímpicos. El deportista, del equipo del país organizador, sostiene una esquina de la bandera olímpica y, mientras lee el juramento, dice:
En nombre de todos los competidores, prometo que participaremos en estos Juegos Olímpicos, cumpliendo y respetando con sus reglamentos, comprometiéndonos a un deporte sin dopaje y sin drogas, con verdadero espíritu deportivo, por la gloria del deporte y el honor de nuestros equipos.
El juez, también del país organizador, dice algo parecido, pero adaptado a su cometido:
En nombre de todos los jueces, árbitros y personal oficial, prometo que oficiaremos estos Juegos Olímpicos sin prejuicios, respetando y ateniéndonos a las reglas que los gobiernan con verdadero espíritu deportivo.
El entrenador también hace uso de su propio juramento, este se lleva a cabo desde Londres 2012:
En nombre de todos los entrenadores y miembros de esta comitiva de atletas, prometo que nos comprometeremos a asegurar que el espíritu deportivo y el juego limpio sean plenamente respetados en conformidad con los principios fundamentales de los Juegos Olímpicos.
A partir de los Juegos Olímpicos de Tokio 2020, el juramento fue modificado para reforzar el compromiso con la igualdad de género y la no-discriminación. Este es el mismo para los atletas, jueces y entrenadores:
En nombre de los atletas/jueces/entrenadores, prometemos participar en estos Juegos Olímpicos, respetando y cumpliendo las reglas y con el espíritu del juego limpio, la inclusión y la igualdad. Juntos somos solidarios y nos comprometemos con el deporte sin dopaje, sin trampas, sin ningún tipo de discriminación. Hacemos esto por el honor de nuestros equipos, en el respeto de los Principios Fundamentales del Olimpismo y para hacer del mundo un lugar mejor a través del deporte.[cita requerida]

## Historia
El Juramento Olímpico, escrito por Pierre de Coubertin, fue prestado por un atleta por primera vez en los Juegos Olímpicos de Amberes 1920. En cuanto a los jueces, su primer juramento tuvo lugar en los Juegos Olímpicos de Múnich 1972.[cita requerida]
El texto del juramento ha cambiado ligeramente a lo largo de los años. El juramento prestado por Victor Boin en 1920 dice así:[cita requerida]
Juramos que tomaremos parte en la Olimpiada, en leal competencia, respetando las reglas que la gobiernan y el deseo de participar en ella con verdadero espíritu deportivo, por el honor de nuestra patria y por la gloria del deporte.[cita requerida]
Posteriormente se cambió "jurar" por "prometer" y "patria" por "equipo". La parte que concierne al dopaje fue añadida en los Juegos Olímpicos de Sídney 2000.[cita requerida]